# Heroldovy sady
Heroldovy sady (v minulosti též Městské sady a Sady Naděždy Konstatinovny Krupské) jsou veřejný park v Praze 10-Vršovicích mezi ulicemi Kodaňská, Holandská a Vršovickým náměstím. Mají výměru 1,43 hektaru a leží v nadmořské výšce 224 až 235 metrů. Jsou rozděleny na dvě části – zrekonstruovanou polovinu pod ulicí Kodaňská a prostor okolo Vršovického zámečku (Rangherky). Ze stromů dnes najdeme v parku javor mléč, lípu malolistou, borovici černou, smrk pichlavý, jasan ztepilý, trnovník akát, tis červený a jerlín japonský.
Sady jsou pojmenované podle Josefa Herolda, významného starosty Vršovic v letech 1884–1886.

## Historie parku
Ve 14. století byly na místě parku vinice, část byla v majetku řádu německých rytířů. V roce 1842 Jindřich Rangheri koupil místo od barona Jakuba Wimmera. Rangheri zde vysázel morušový sad, ze kterého získával potravu pro bource morušového, kterého choval kvůli výrobě hedvábí v nově postavené dvoupatrové továrně. Po Rangheriho smrti továrna i sad zanikly a pozemky byly prodány drobným zemědělcům.

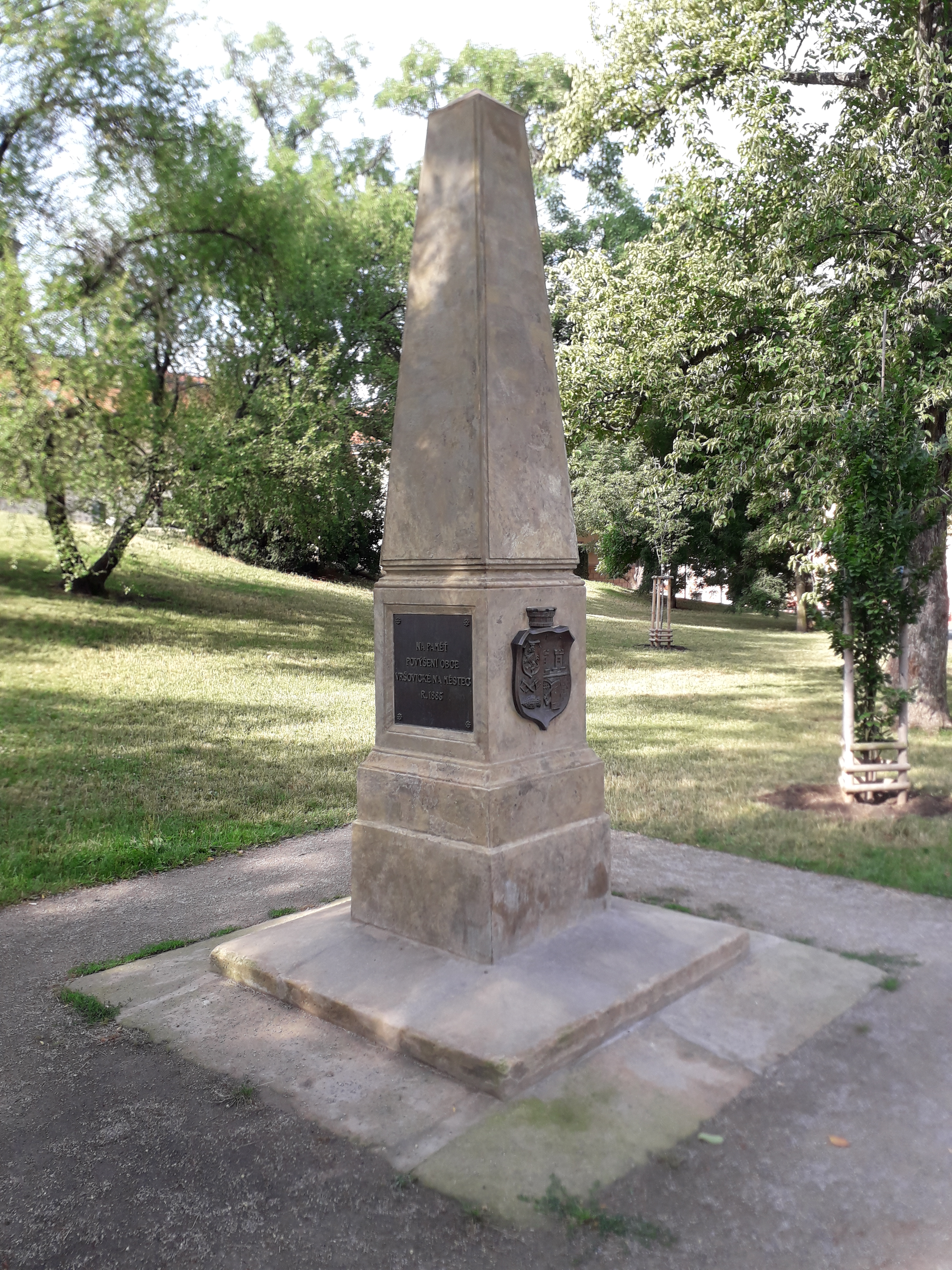
Pomník udělení městských práv Vršovicím

V roce 1882 pozemky i se zámečkem odkoupila obec a zpustlý sad byl předělán na veřejný park. Roku 1885 byly Vršovice povýšeny na městys a v parku (tehdejších Městských sadech) se konaly velké slavnosti. Od těch dob se tam tyčí kamenný jehlan, který připomíná povýšení Vršovic a zásluhy starosty Josefa Herolda. Již v letech 1892–1893 byl nový park ze severní strany částečně zastavěn budovami škol. V letech 1899–1900 došlo k přestavbě bývalé továrny v novorenesančním stylu do podoby historického zámečku a k úpravám v jejím okolí. Byly odbourány zdi oddělující park od Vršovického náměstí a na svahu bylo zbudováno dvouramenné schodiště.
Druhá část parku pod dnešní Kodaňskou ulicí vznikla podle plánů městského zahradníka Františka Zítka mezi roky 1905–1906 a současně byl upraven také park okolo Rangherky. Plocha parku se tak rozšířila na 30 000 m². V květnu 1908 vysadila místní organizace Národní strany svobodomyslné v severní části parku Heroldovu lípu a umístila sem starostův památník.
Park byl upraven po první světové válce. Byly zde vysázeny banánovníky, které se nejen ujaly, ale v roce 1926 dokonce rozkvetly. V letech 1934 až 1935 byla opravena nejstarší část sadů. Na úkor východní části zde bylo v roce 1921 postaveno sokolské kino Vzlet, cvičiště a v roce 1932 mateřská školka.
Během druhé světové války park prakticky zanikl, když zde byly vybudován kryty a požární nádrže na hasicí vodu. V roce 1947 byl původní prostor částečně obnoven. S nástupem nového režimu po roce 1948 došlo ke změně názvu z původních Heroldových sadů na Sady Naděždy Konstatinovny Krupské (manželka Vladimíra Iljiče Lenina Krupská v roce 1901 navštívila českého politika Františka Modráčka v nedaleké Černomořské ulici). Teprve po roce 1989 park dostal opět jméno starosty Herolda.
V rámci obnovy sadů pod zámečkem na konci 90. let 20. století vznikla také stupňovitá fontána. Byla vytvořena podle návrhu Pavla Šimka z projekční kanceláře Florart. Fontánu tvořilo několik kruhových a polokruhových bazénků, vrcholila válci o nestejném průměru, po nichž stékala voda. Do válců byly zapuštěny segmenty z hlazeného mramoru. Stavba byla v roce 2011 demontována a v rámci generální rekonstrukce zámečku zrušena.
V parku roste významný strom – Lípa republiky (vysazena 1998). Rostla zde i významná Heroldova lípa (vysazena v roce 1908, v roce pro špatný zdravotní stav odstraněna). 

## Knihovna v parku

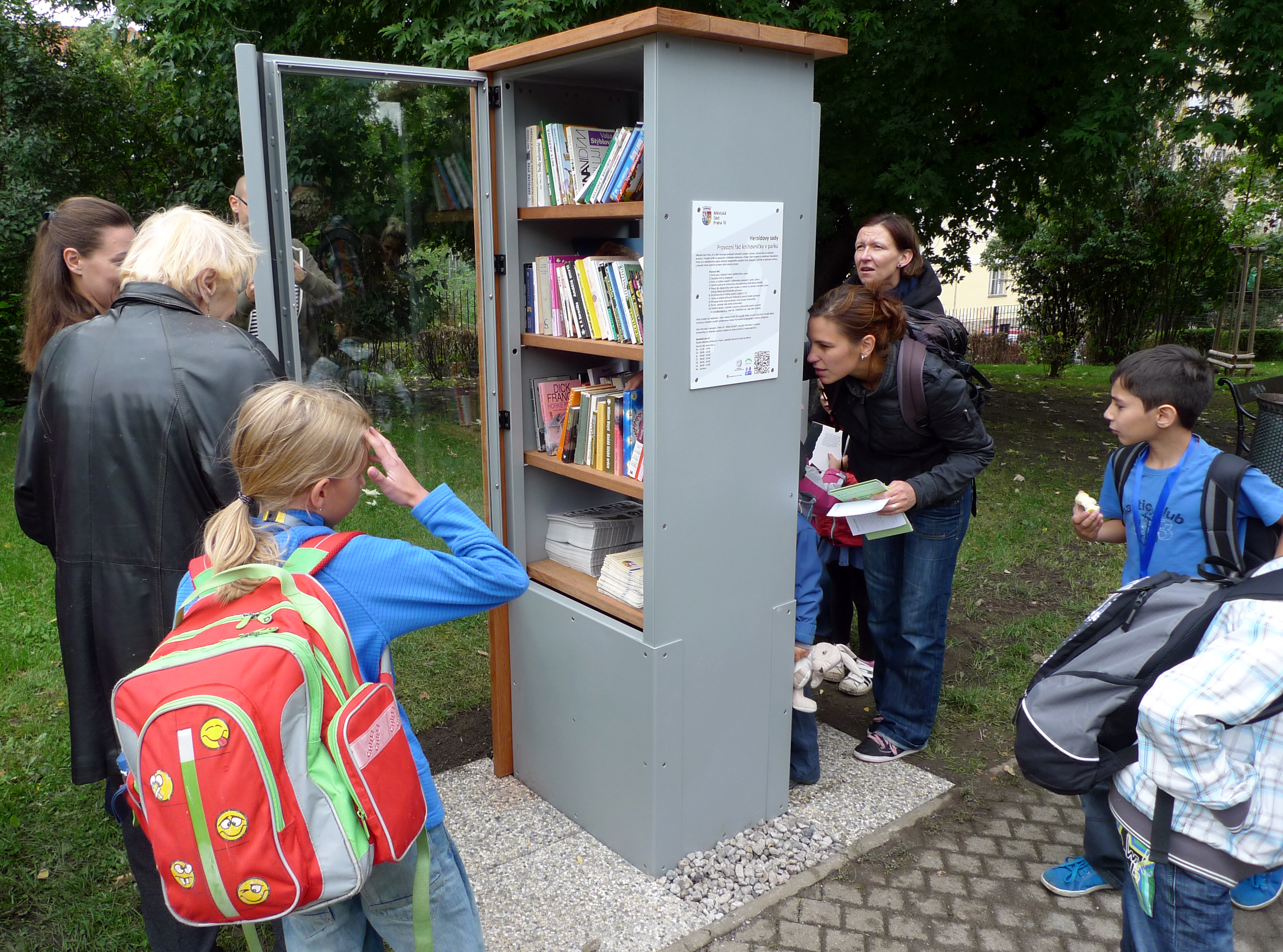
Knihovna v parku

V roce 2013 byla v parku zpřístupněna první "parková" knihovna ve Vršovicích. Každý má možnost sem přinést své knihy a odnést si svazky, které chtějí darovat dalším čtenářům.

## Stavby v okolí
- Vršovický zámeček
- Vršovická záložna
- Kostel sv. Mikuláše
- Husův sbor Vršovice s Divadlem Aloise Jiráska
- Kino Vzlet
- Základní škola Karla Čapka
- Obchodní akademie Heroldovy sady